# Trinitron

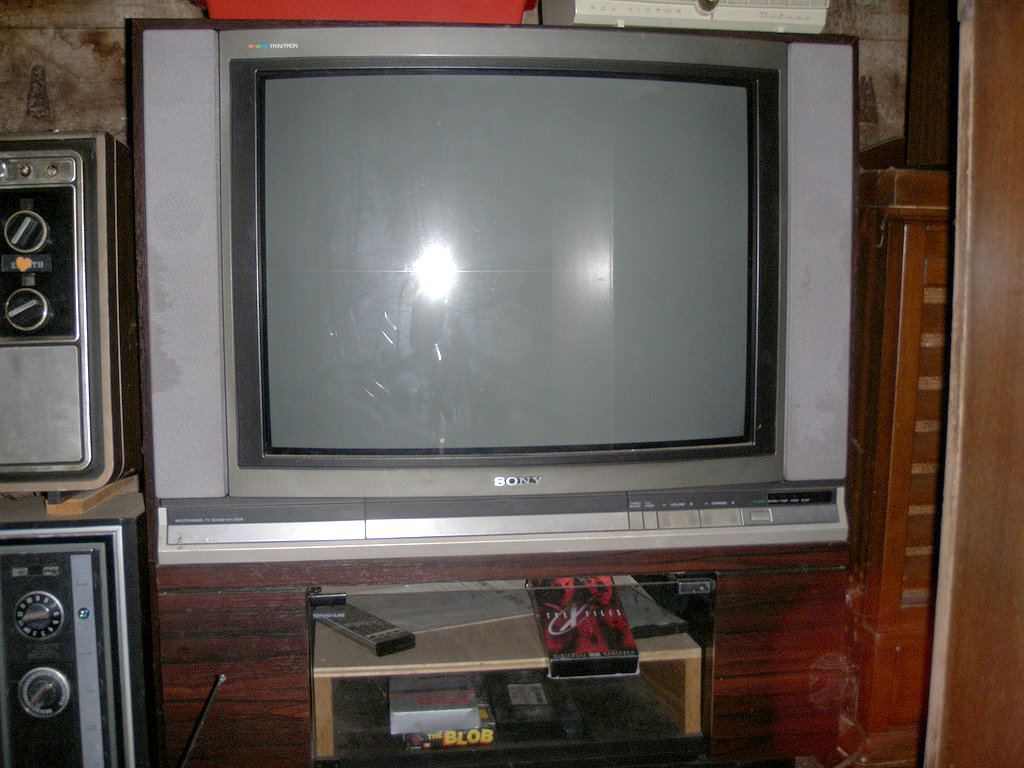
Egy 1985-ös 27"-os Trinitron

A Trinitron a Sony márkaneve a televíziókészülékekben és a számítógépes monitorokban használt aperture-rács alapú CRT-k sorában. Az ötvenes évek óta az egyik első valóban innovatív televíziós rendszer. A Trinitront a Sony 1968-ban hozta forgalomba és nagy elismerést kapott a fényes képeiért, és mintegy 25%-kal fényesebb volt, mint a korszak árnyékmaszk-televíziói.
A Trinitron alapelvének szabadalma 1996-ban lejárt, és számos versenytárssal szembesült, jóval alacsonyabb áron. Ezeket a készülékeket azonban viszonylag gyorsan felülmúlták a plazma- és az LCD-technológiák. A Sony 2006-ban eltávolította termékkatalógusából az utolsó Trinitron televíziókat, és 2008 elején leállította a gyártásukat.

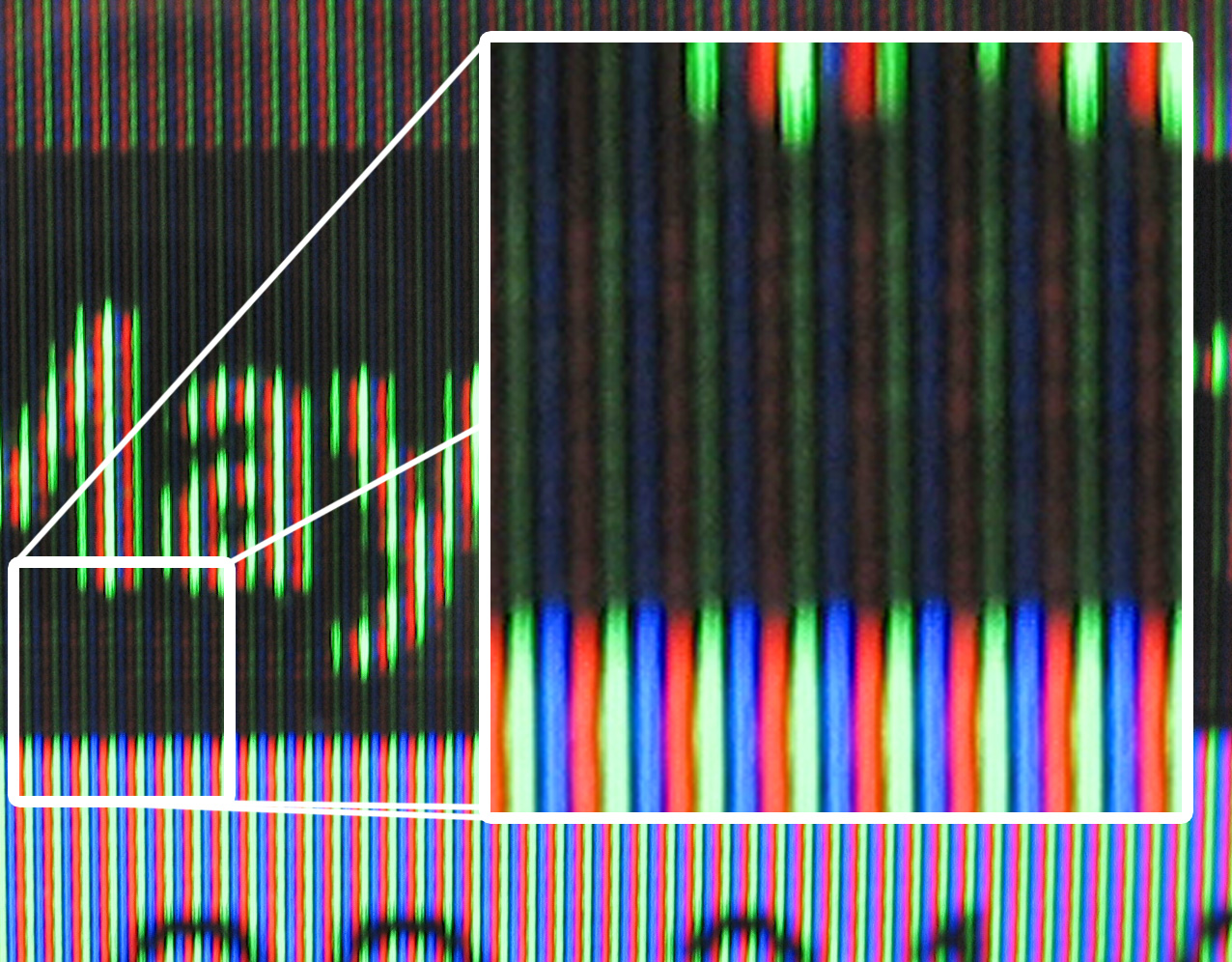
Foszforrudak egy 14"-es Sony Trinitron televízión

## Fordítás
- Ez a szócikk részben vagy egészben  a   Trinitron című angol Wikipédia-szócikk ezen változatának fordításán alapul.  Az eredeti cikk szerkesztőit annak laptörténete sorolja fel. Ez a jelzés csupán a megfogalmazás eredetét és a szerzői jogokat jelzi, nem szolgál a cikkben szereplő információk forrásmegjelöléseként.